# Messe en ut mineur K. 139 de Mozart
Waisenhausmesse (Messe de l'orphelinat)
Ne doit pas être confondu avec Grande messe en ut mineur.
La Messe en ut mineur Waisenhausmesse (Messe de l'orphelinat), K. 139/47a est une messe composée par Wolfgang Amadeus Mozart - alors âgé de 12 ans - pour la consécration de l'église de l'orphelinat de Vienne le 7 décembre 1768. Cette œuvre est qualifiée de missa solemnis, à cause de l'orchestration employée par Mozart. Vu la solennité de la cérémonie pour laquelle l'œuvre a été écrite et la présence de la famille impériale, Mozart non seulement a mis en musique les sections de l'ordinaire de la messe, mais aussi une section du propre: l'offertoire « Benedictus sit Deus ».

## Structure

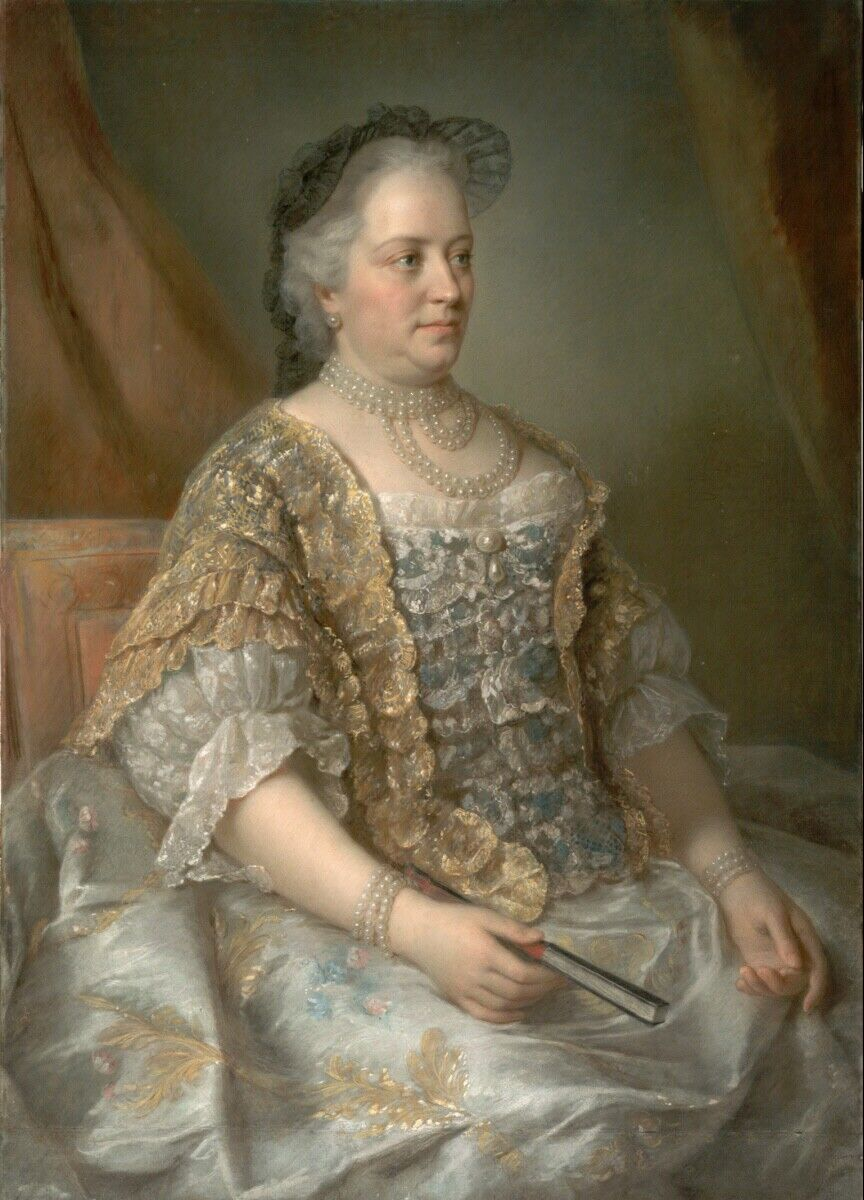
L'impérarice en 1762. Veuve en 1765, elle ne portera plus que du noir. Elle assista à la messe d'inauguration de l'église de l'orphelinat où fut interprétée l'œuvre du jeune compositeur Mozart.

La messe comprend six mouvements. L'exécution dure approximativement 40 minutes.
1. Kyrie, Adagio, do mineur, à  - partition
—Kyrie eleison, Christe eleison..., Allegro, do majeur, à 
 - partition
—Christe eleison..., Andante, fa majeur, à 
 - partition
—Kyrie eleison..., Allegro, do majeur, à 
 - partition
2. Gloria in excelsis, Allegro, do majeur, à  - partition
—Laudamus te..., Allegro, sol majeur, à 
 - partition
—Gratias agimus tibi..., Adagio, do majeur, à  - partition
—Propter magnam gloriam tuam, Vivace, do majeur, à  - partition
—Domine deus..., Andante, fa majeur, à 
 - partition
—Qui tollis..., Adagio, fa mineur, à  - partition
—Quoniam tu solus sanctus..., Allegro, fa majeur, à 
 - partition
—Cum sancto spiritu..., Allegro, do majeur, à  - partition
3. Credo, Allegro, do majeur, à  - partition
—Et incarnatus est..., Andante, fa majeur, à 
 - partition
—Crucifixus..., Adagio, do mineur, à  - partition
—Et resurrexit..., Allegro, do majeur, à  - partition
—Et in Spiritum Sanctum..., Andante, à 
 - partition
—Et unam sanctam..., Allegro, do majeur, à  - partition
4. Sanctus, Adagio, do majeur, à  - partition
—Pleni sunt coeli et terra..., Allegro, do majeur, à 
 - partition
5. Benedictus, Andante, fa majeur, à  - partition
6. Agnus Dei, Andante, do mineur, à  - partition
—Dona nobis pacem..., Allegro, do majeur, à 
 - partition

Bien que la messe soit en ut mineur, la musique est majoritairement écrite en ut majeur.

## Orchestration
| Instrumentation de la messe en ut mineur K. 139                               |
| Voix                                                                          |
| Solo : soprano, alto, ténor, baryton Chœur : sopranos, altos, ténors, basses  |
| Cordes                                                                        |
| premiers violons, seconds violons, violoncelles, contrebasses                 |
| Bois                                                                          |
| 2 hautbois                                                                    |
| Cuivres                                                                       |
| 2 cors en do, 2 trompettes en do (clarines), 3 trombones (alto, ténor, basse) |
| Percussions                                                                   |
| 2 timbales en do et sol                                                       |
| Clavier                                                                       |
| orgue                                                                         |